# Station Erbisœul
Station Erbisœul is een spoorwegstation op de spoorlijn 96 (Brussel - Bergen - Quévy) in Erbisœul, een deelgemeente van de stad Jurbeke. Het is nu een stopplaats. Vroeger heette het station Erbisoeul-Brûlotte.

## Treindienst

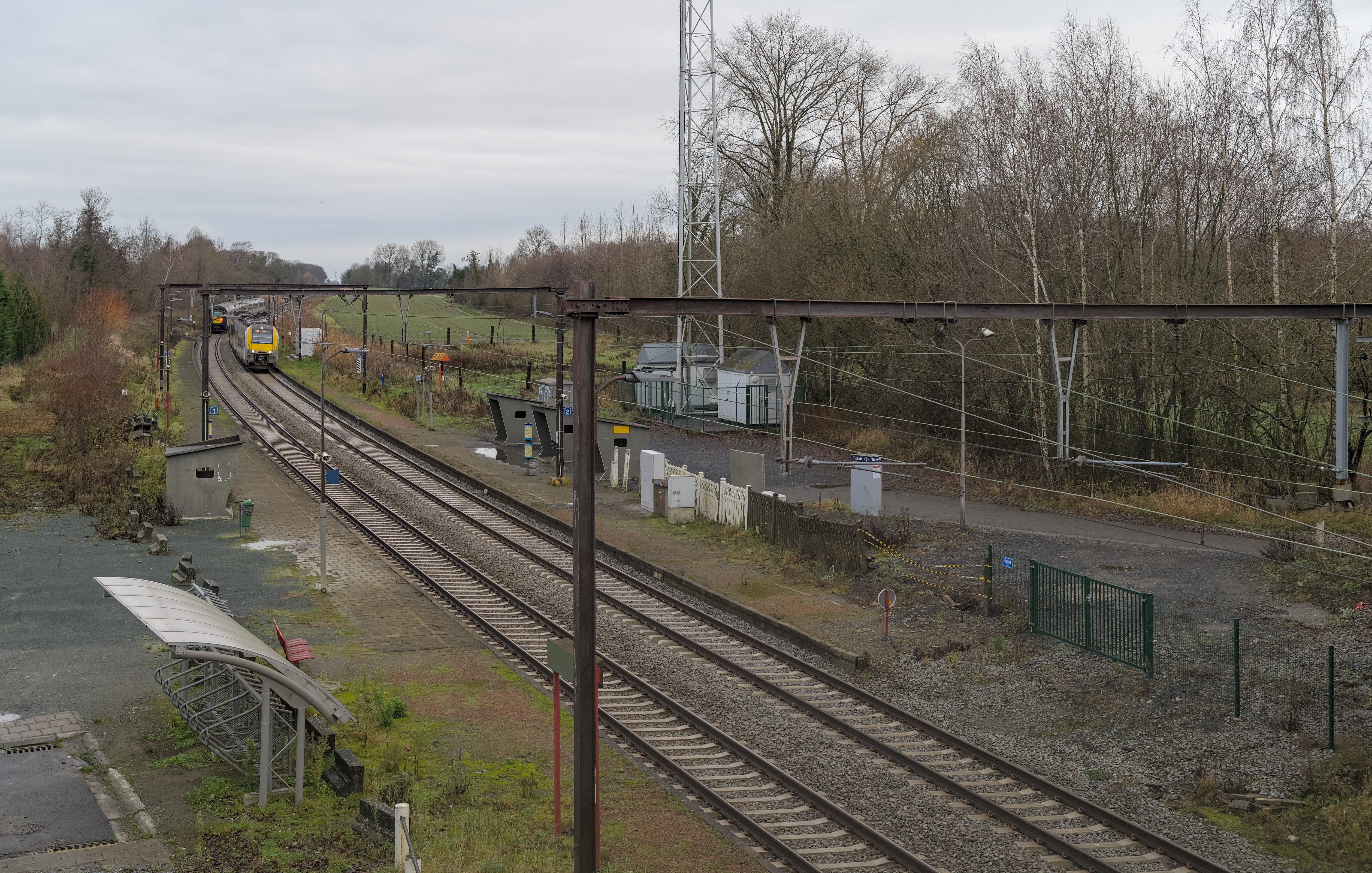

| Serie       | Treinsoort          | Route                                                               | Bijzonderheden                                                                      |
| ----------- | ------------------- | ------------------------------------------------------------------- | ----------------------------------------------------------------------------------- |
| L 4850      | L-trein (NMBS)      | Geraardsbergen – Aat – Bergen – [ Doornik – Moeskroen ] / [ Quévy ] | Rijdt op werkdagen Geraardsbergen-Moeskroen. Rijdt in weekends Geraardsbergen-Quèvy |
| P 7580/8580 | Piekuurtrein (NMBS) | Aat – Bergen – Doornik                                              | Rijdt alleen op werkdagen. Een trein verder naar Doornik.                           |

## Reizigerstellingen
De grafiek en tabel geven het gemiddeld aantal instappende reizigers weer op een week-, zater- en zondag.
| Tabel: aantal instappende reizigers station Erbisœul | Tabel: aantal instappende reizigers station Erbisœul | Tabel: aantal instappende reizigers station Erbisœul | Tabel: aantal instappende reizigers station Erbisœul |
|                                                      | Weekdag                                              | Zaterdag                                             | Zondag                                               |
| ---------------------------------------------------- | ---------------------------------------------------- | ---------------------------------------------------- | ---------------------------------------------------- |
| 1977                                                 | 287                                                  | 84                                                   | 43                                                   |
| 1978                                                 | 295                                                  | 59                                                   | 30                                                   |
| 1979                                                 | 251                                                  | 53                                                   | 23                                                   |
| 1980                                                 | 269                                                  | 64                                                   | 30                                                   |
| 1981                                                 | 229                                                  | 49                                                   | 19                                                   |
| 1982                                                 | 255                                                  | 53                                                   | 30                                                   |
| 1983                                                 | 194                                                  | 47                                                   | 16                                                   |
| 1984                                                 | 180                                                  | 26                                                   | 26                                                   |
| 1985                                                 | 230                                                  | 44                                                   | 37                                                   |
| 1986                                                 | 158                                                  | 42                                                   | 44                                                   |
| 1987                                                 | 159                                                  | 35                                                   | 32                                                   |
| 1988                                                 | 184                                                  | 25                                                   | 26                                                   |
| 1989                                                 | 201                                                  | 24                                                   | 15                                                   |
| 1990                                                 | 163                                                  | 28                                                   | 30                                                   |
| 1991                                                 | 176                                                  | 18                                                   | 20                                                   |
| 1992                                                 | 115                                                  | 21                                                   | 25                                                   |
| 1993                                                 | 122                                                  | 17                                                   | 21                                                   |
| 1994                                                 | 129                                                  | 14                                                   | 13                                                   |
| 1995                                                 | 116                                                  | 1                                                    | 1                                                    |
| 1996                                                 | 121                                                  | 12                                                   | 17                                                   |
| 1997                                                 | 98                                                   | 8                                                    | 6                                                    |
| 1998                                                 | 109                                                  | 18                                                   | 20                                                   |
| 1999                                                 | 91                                                   | 10                                                   | 10                                                   |
| 2000                                                 | 85                                                   | 18                                                   | 18                                                   |
| 2001                                                 | 77                                                   | 14                                                   | 11                                                   |
| 2002                                                 | 78                                                   | 11                                                   | 7                                                    |
| 2003                                                 | 63                                                   | 10                                                   | 7                                                    |
| 2004                                                 | 82                                                   | 13                                                   | 8                                                    |
| 2005                                                 | 91                                                   | 16                                                   | 12                                                   |
| 2006                                                 | 87                                                   | 10                                                   | 8                                                    |
| 2007                                                 | 69                                                   | 18                                                   | 4                                                    |
| 2008                                                 | -                                                    | -                                                    | -                                                    |
| 2009                                                 | 81                                                   | 5                                                    | 12                                                   |
| 2010                                                 | -                                                    | -                                                    | -                                                    |
| 2011                                                 | -                                                    | -                                                    | -                                                    |
| 2012                                                 | 82                                                   | 6                                                    | 8                                                    |
| 2013                                                 | 115                                                  | 12                                                   | 13                                                   |
| 2014                                                 | 84                                                   | 12                                                   | 3                                                    |
| 2015                                                 | 91                                                   | 13                                                   | 5                                                    |
| 2016                                                 | 47                                                   | 10                                                   | 6                                                    |
| 2017                                                 | 70                                                   | 6                                                    | 3                                                    |
| 2018                                                 | 68                                                   | 16                                                   | 13                                                   |
| 2019                                                 | 63                                                   | -                                                    | -                                                    |
| 2020                                                 | 65                                                   | 11                                                   | 12                                                   |
| 2021                                                 | -                                                    | -                                                    | -                                                    |
| 2022                                                 | 123                                                  | 22                                                   | 19                                                   |
| 2023                                                 | 139                                                  | 88                                                   | 73                                                   |
| 2024                                                 | 125                                                  | 27                                                   | 32                                                   |

0,0: Denderleeuw ·
1,9: Iddergem ·
4,4: Okegem ·
7,5: Ninove ·
10,2: Eichem ·
12,1: Appelterre ·
13,4: Zandbergen ·
16,1: Idegem ·
17,8: Schendelbeke ·
21,7: Geraardsbergen ·
23,2: Overboelare ·
26,3: Acren · 
28,7: Lessen ·
29,8: Houraing ·
31,8: Papignies ·
33,5: La Cavée ·
35,4: Rebaix ·
39,9: Aat ·
42,1: Maffle ·
45,0: Mévergnies-Attre ·
46,5: Brugelette ·
48,3: Cambron-Casteau ·
52,1: Lens ·
55,6: Jurbeke ·
58,0: Erbisœul ·
66,7: Baudour ·
71,8: Saint-Ghislain
0,0: Brussel-Zuid ·
3,9: Vorst-Zuid ·
6,0: Ruisbroek ·
9,1: Lot ·
11,1: Buizingen ·
13,6: Halle ·
16,0: Lembeek ·
18,1: Tubeke-Noord ·
18,7: Tubeke ·
20,9: Stéhoux ·
23,7: Hennuyères ·
25,5: Hennuyères-Village ·
29,6: 's-Gravenbrakel ·
35,8: Zinnik ·
41,1: Neufvilles ·
44,8: Masnuy-Saint-Pierre ·
48,6: Jurbeke ·
51,6: Erbisoeul ·
54,6: Ghlin ·
57,5: Nimy-Maisières ·
60:3: Bergen ·
62,2: Cuesmes ·
67,1: Frameries ·
69,4: Genly ·
71,2: Blaregnies ·
74,9: Quévy